# 高橋正明
高橋 正明　（たかはし まさあき、1986年4月28日 - ）は日本の声楽家（バリトン歌手）。

## プロフィール
埼玉県さいたま市生まれ。オペラ歌手。埼玉県立芸術総合高等学校音楽科を卒業し、その後単身イタリアへ留学。声楽を松浦洋之、飯田裕之、シルヴェストロ・サンマリターノらに師事。気楽にオペラをテーマに、ドラムやエレキギター等も取り入れ、様々な演出でソロリサイタルを開催。

## 主な公演記録
- 2009年3月13日 シルヴェストロ・サンマリターノ　ジョイントリサイタル - 埼玉会館
- 2011年1月15日 第1回高橋正明バリトンリサイタル 川口総合文化センターリリア チケット完売
- 2011年11月3日 第2回高橋正明バリトンリサイタル さいたま市文化センター しらさぎホール
- 2012年2月19日 高橋正明バリトンリサイタル 2012inTOKYO MUSICASA チケット完売
- 2012年8月26日 高橋正明オペラリサイタル2012 さいたま市文化センター しらさぎホール チケット完売
- 2013年1月12日 高橋正明ニューイヤーオペラリサイタル2013 さいたま市文化センター しらさぎホール チケット完売